# Сальгадо, Хуан Карлос
Хуан Карлос Сальгадо (исп. Juan Carlos Salgado), род. 20 декабря 1984 года Мехико, Мексика) — мексиканский боксёр-профессионал, выступающий во второй полулёгкой весовой категории (англ. Super featherweight). Чемпион мира (по версии WBA, 2009—2010, по версии IBF, 2011—2013)

## Профессиональная карьера
Сальгадо дебютировал на профессиональном ринге дебютировал на профессиональном ринге в марте 2003 года в полулёгком весе.
В ноябре 2004 года завоевал титул WBC FECARBOX в полулегком весе.
17 ноября 2005 года вышел на ринг с боксёром из Никарагуа, Бермейном Санчесом (15-1) в бою за вакантный титул WBA Fedecentro во втором полулёгком весе. поединок завершился вничью.
В мае 2006 года, Сальгадо нокаутировал во втором раунде венесуэльца Алерино Ревьеро (15-3), и завоевал титул Америки по версии WBC. После этого провёл ещё пять рейтинговых поединков.
10 октября 2009 года неожиданно нокаутировал в первом раунде чемпиона мира, непобеждённого венесуэльца, Хорхе Линареса. Сальгадо дважды отправил Линареса в нокадун за одну минуту поединка, и стал новым чемпионом мира по версии WBA во втором лёгком весе.
В первой защите титула, проиграл японцу, Такаси Утияме (13-0).
26 июня 2010 года победил соотечественника, Гуаделупе Росариоса. В поединке Росариос получил травму колена, и Сальгадо присудили победу техническим нокаутом. Был проведён матч-реванш. В повторном бою, Хуан Карлос уверенно победил по очкам.
10 сентября 2011 года завоевал вакантный титул чемпиона мира по версии IBF. Сальгадо победил по очкам по очкам Архениса Мендеса (18-1).
Первую защиту титула Хуан Карлос провёл с мексиканцем, Мигелем Бельтраном (26-1). Во втором раунде от случайного столкновения головами, Сальгадо получил сильное рассечение По совету доктора бой был остановлен. Поединок был признан несостоявшимся.
28 апреля 2012 года в близком бою, Сальгадо победил по очкам соотечественника Мартина Оонорио (32-6-1).
18 августа 2012 года защитил титул против аргентинца, Джонатана Виктора Барроса (34-2-1).
9 марта 2013 года состоялся второй поединок Сальгадо с доминиканцем Архенисом Мендесом. Во втором бою Мендес нокаутировал Сальгадо и стал новым чемпионом мира.
Следом за Мендесом, Сальгадо проиграл ещё три поединка, и выбыл и категории топ-боксёров своего веса.